# Petite Meller
Petite Meller, pseudonimo di Sivan Eva Meller (Parigi, 14 luglio 1994), è una cantautrice e modella francese naturalizzata israeliana.
Ha riscosso successo nel 2015 con il singolo Baby Love. Il suo album di debutto, Lil Empire, è stato pubblicato il 9 settembre 2016

## Biografia

### Origini
Meller è nata a Parigi nel 1994 da una coppia di origini polacche. Si è trasferita a Tel Aviv all'età di 11 anni. Per anni ha continuato a dividersi tra Israele e Parigi, dove sarebbe poi rimasta a vivere per un periodo con sua nonna. Durante una vacanza estiva con la sua famiglia, Meller ebbe gravi scottature solari sul viso e sul corpo. Da allora sfoggia uno spook rosso sulle guance come promemoria simbolico del trauma che ha affrontato. Cita Freud e Lacan come persone ispiratrici dietro questa svolta.

### Carriera
Prima della sua carriera solista, Meller era un membro del gruppo israeliano di elettroclassi Terry Poison, ricoprendo il ruolo di cantante. Nel 2011 è uscita dal gruppo e si è trasferita a Brooklyn per continuarvi la propria carriera. Parlando del suo distacco dai Terry Poison, Meller ha detto che la decisione l'ha lasciata "liberata" e piena di "potere femminile". Durante il suo periodo nei Terry Poison, il gruppo aveva pubblicato solo l'album di debutto omonimo, con Meller che si era occupata della scrittura delle canzoni e della composizione curando anche le parti vocali dell'intero album.
Nel 2015, Meller ha firmato il suo primo contratto discografico con la Island Records, in quell'anno è stata anche scritturata dal CEO della Warner / Chappell Music degli Stati Uniti Jon Platt per un contratto editoriale.
Il suo singolo Baby Love del 2015 ha raggiunto la posizione trenta della Official Singles Chart. 
Meller ha collaborato con il regista e architetto Asaf Tennessee Mann e con il regista messicano Napoleon Habeica in Kenya, insieme agli abitanti del luogo. Il progetto è stato realizzato per la vicenda delle studentesse Chibok rapite da Boko Haram nel 2014; rappresenta l'empowerment delle studentesse.
Il suo album di debutto, Lil Empire, è stato pubblicato il 9 settembre 2016.
Meller è stata nominata agli MTV Europe Music Award come The Best Push Artist del 2017.
Nel 2019 è ritornata sulla scena musicale con un nuovo singolo, dal titolo Aeroplane.
Nel 2020 ha inciso un altro singolo, dal titolo Dying Out Of Love.

## Stile
In alcune canzoni, Meller tiene a parlar di sé come artista francese, anche se lei stessa si definisce cittadina del mondo in ragione della laurea in filosofia frutto di un programma congiunto tra la Sorbona e l'Università di Tel Aviv. Ha affermato che la sua musica "non è molto legata alla realtà" e la descrive come "nouveau jazzy pop".

## Vita privata
Al di fuori della sua musica, Meller preferisce mantenere un basso profilo, con le sue interviste sui media che raramente contengono informazioni personali; abita a Los Angeles.

## Discografia

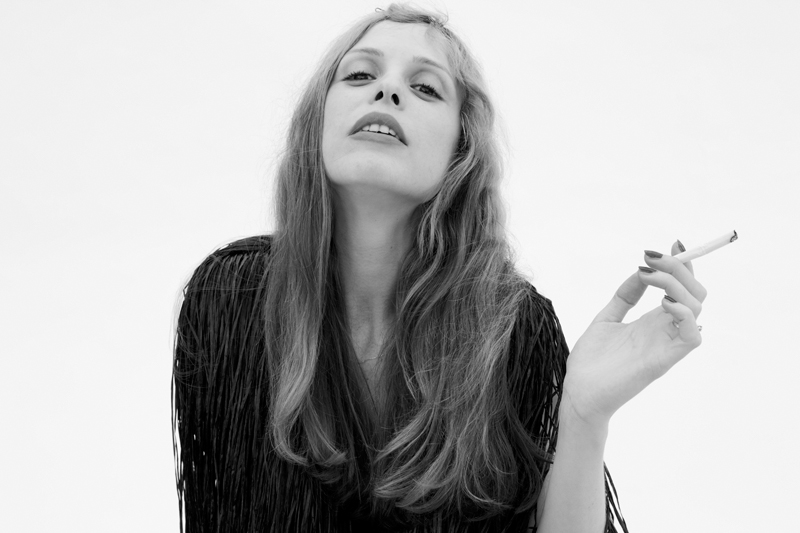
Petite Meller nel 2011

### Album in studio
- 2016 – Lil Empire

### Singoli
- 2013 - Backpack
- 2014 - NYC Time
- 2015 - Baby Love
- 2015 - Barbaric
- 2015 - Sunday Morning (feat. Børns)
- 2016 - Lil Love (feat. Pnau)
- 2016 - Milk Bath
- 2016 - The Flute
- 2019 - The Way I Want
- 2019 - Aeroplane
- 2020 - Dying Out Of Love